# Ateneo Barcelonés
El Ateneo Barcelonés (en catalán: Ateneu Barcelonès) es una asociación civil fundada en Barcelona en 1860 con el nombre de Ateneo Catalán, con Joan Agell como presidente y Manuel Milà i Fontanals como bibliotecario. Desde 2014 el presidente es el historiador Jordi Casassas.
Tiene su sede en el Palacio Savassona, edificio declarado Bien de Interés Cultural como Monumento del patrimonio histórico de España en 1981.

## Historia
En 1872 se fusionó con el Casino Mercantil Barcelonés. Desde el principio se ganó un gran prestigio como centro promotor de la cultura: celebraba conferencias y exposiciones; organizaba cursos; dotó premios (para los Juegos Florales y para otras competiciones); editó un Boletín; acogió grupos artísticos o literarios; formó una rica biblioteca (5.900 títulos en 1877, 13.500 en 1887, 19.000 en 1892, 50.000 en 1921, 175.000 en 1969 y unos 400.000 en 1985, con importantes colecciones de revistas y presa diaria), que durante muchos años fue la más activa de Barcelona, que fue creciendo con donaciones como las de Frederic Rahola, Joaquim Casas Carbó entre otros, así como con la adquisición de la colección de Miquel Victorià Amer.

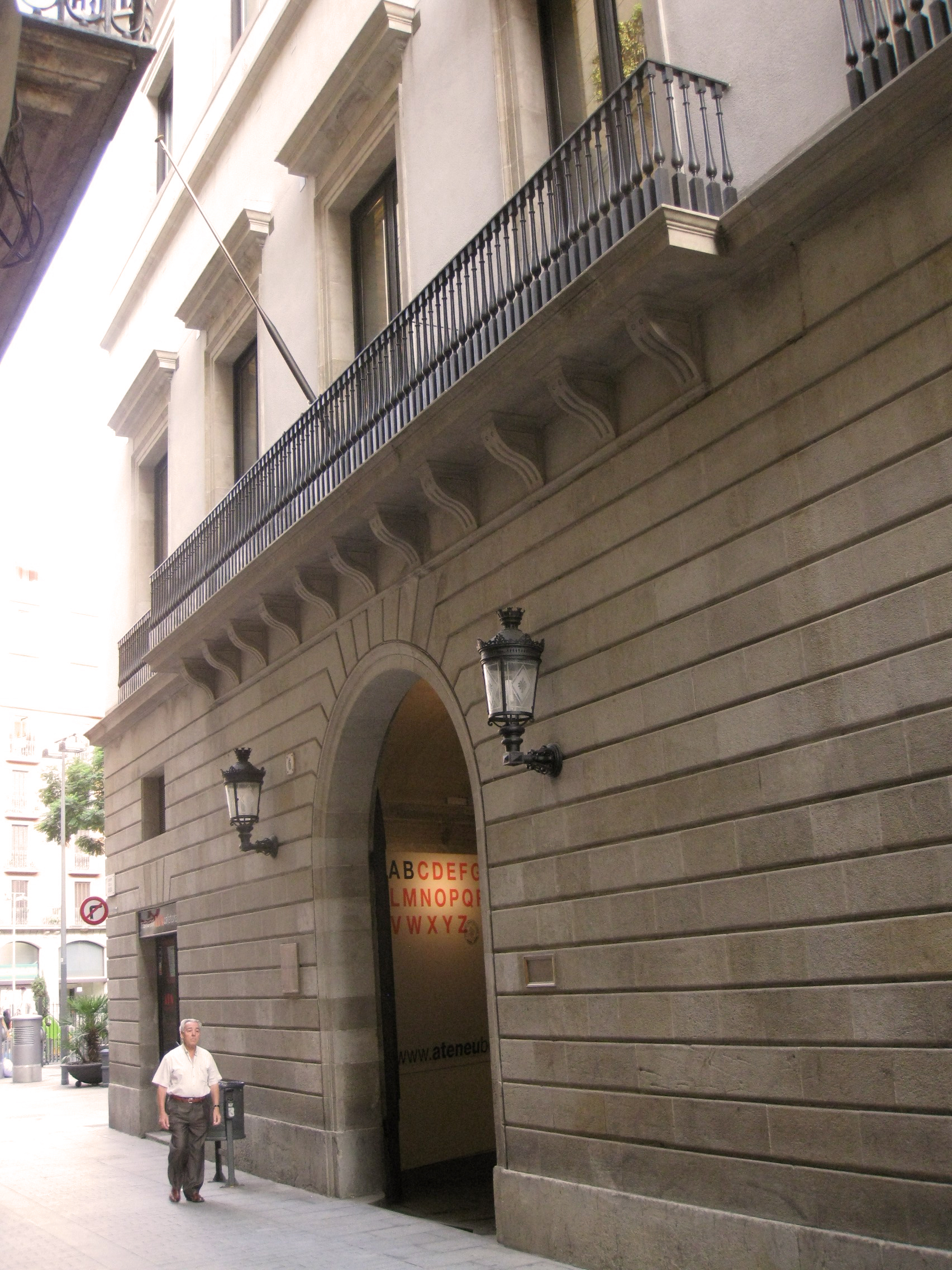
Fachada principal del Palacio Savassona, actual sede.

Durante la Guerra Civil la biblioteca quedó bajo el control de la Dirección del Servicio de Bibliotecas Populares y se convirtió en biblioteca pública. En 1939 el Ateneo retomó sus actividades con la intervención de la autoridad gubernativa en la designación de las distintas juntas directivas; desde entonces fue presidido, sucesivamente, por Luys Santamarina, Pere Gual i Villalbí e Ignasi Agustí. El presidente Andreu Brugués inició el período de democratización del Ateneo, y durante su gestión se aprobaron unos nuevos estatutos y se acordó la elección de los presidentes por votación de los socios y no por compromisarios, como se venía haciendo desde 1860. La sede fue remodelada y declarada Bien Cultural de Interés Nacional por el Real Decreto 476/1981 y se halla incluido en el Catálogo de Patrimonio del Ayuntamiento de Barcelona en categoría A.
En 2003 recibió la Creu de Sant Jordi y en enero de 2007 la Medalla de Oro al Mérito Cultural del Ayuntamiento de Barcelona. En marzo del 2011 fue elegido presidente Francesc Cabana i Vancells.
Ejerce una notable influencia en la vida pública catalana. Personalidades significativas de Cataluña han ocupado la presidencia, entre otros, Josep Yxart, José Ferrer y Vidal, José Pella y Forgas, Ángel Guimerá (que en 1895 introdujo la costumbre de leer los discursos en catalán), Valentí Almirall, Joan Josep Permanyer i Ayats, Lluís Domènech i Montaner, Bartomeu Robert, Ramon d'Abadal i Calderó, Joan Maragall, A. Martínez i Domingo, Pere Rahola, el Conde de Lavern, Pompeu Fabra, Jaume Massó i Torrents, Pedro Corominas, Ferran de Sagarra, Lluís Nicolau d'Olwer, Eduard Fontserè i Riba, Amadeu Hurtado y Oriol Bohigas Gustavo Barceló.

## Sede
Tiene su sede en el Palacio Savassona, una casa señorial construida en 1796 y adquirida por la entidad en 1906. La espectacular biblioteca está decorada con pinturas murales de temática mitológica, originales de Francesc Pla, y es uno de los pocos legados del arte catalán durante la Ilustración. El edificio fue reformado a partir de 1907 por el arquitecto Francesc Font Gumà y el entonces estudiante Josep Maria Jujol, el más significado discípulo de Gaudí. 